# Damian (Davydov)
Damian (světským jménem: Oleh Olexandrovyč Davydov; * 1. prosince 1959, Oděsa) je ukrajinský duchovní Ukrajinské pravoslavné církve Moskevského patriarchátu, arcibiskup fastivský a vikář kyjevské eparchie.

## Život
Narodil se 1. prosince 1959 v Oděse.
Dne 1. března 1988 se stal poslušníkem Uspenského monastýru v Oděse a od 12. července Kyjevskopečerské lávry.
Dne 27. října 1988 byl postřižen na monacha se jménem Damian na počest svatého Damiána Pečerského. Dne 30. října byl rukopoložen na jerodiákona a 13. listopadu na jeromonacha.
Roku 1990 dokončil Oděský duchovní seminář.
Roku 1990 se stal představeným Vveděnského chrámu na Pečersku a 7. prosince 1996 byl jmenován představeným Vveděnského monastýru.
Dne 21. dubna 1997 byl povýšen na archimandritu.
Dne 24. ledna 2006 byl jmenován členem Komise pro kanonizaci svatých UPC.
Dne 25. srpna 2012 jej Svatý synod Ukrajinské pravoslavné církve zvolil biskupem fastivským a vikářem kyjevské eparchie. O dva dny později byl oficiálně jmenován biskupem a 30. srpna proběhla jeho biskupská chirotonie. Hlavním světitelem byl metropolita kyjevský a celé Ukrajiny Volodymyr (Sabodan).
Dne 17. srpna 2018 byl povýšen na arcibiskupa.